# Conostigmus atelopterus
Conostigmus atelopterus är en stekelart som först beskrevs av Marshall 1868.  Conostigmus atelopterus ingår i släktet Conostigmus och familjen trefåresteklar. Inga underarter finns listade i Catalogue of Life.